# 신병 시즌 2
《신병 시즌 2》는 드라마 《신병》의 두 번째(시즌 2)이자 속편인데, 2023년 8월 28일에 Genie TV 오리지널 드라마(OTT)로 처음 공개했으며, 2023년 9월 12일까지 ENA에서 방영 중이었었다.

## 배역

### 주요 인물
- 김지석 - 중대장 오승윤 역

- 김민호 - 박민석 이병 역

- 남태우 - 분대장 최일구 상병 역

- 이충구 - 김상훈 일병 역

- 장성범 - 김동우 일병 역

- 전승훈 - 임다혜 이병 역

### 주변 인물
- 이정현 - 강찬석 상병 역

- 이상진 - 소대장 오석진 소위 역

- 이수지 - 박민주 여군 예비역 육군 중사 역

### 기타 인물
- 이지호 : 의문의 교관 민득래 하사 역

- 오용 : 보급관 박재수 상사 역

- 유희제 : 차훈 병장 역